# Il meglio di te (film)
Il meglio di te è un film del 2023 diretto da Fabrizio Maria Cortese.

## Trama
Antonio è un uomo di successo, Nicole è una donna brillante. I due si sono amati intensamente e sono stati gli interpreti perfetti di quella che possiamo definire banalmente una favola. Tuttavia, prima di arrivare al “vissero per sempre felici e contenti”, il loro mondo è esploso e i due si sono trovati lontani, dispersi, pieni di rabbia, di colpa e di delusione. L’inevitabile separazione dura qualche anno e traccia un confine molto netto tra le loro vite. Ma il destino ha spesso una trama nascosta da tirare fuori al momento più opportuno per ribaltare piani, scompaginare progetti e per far ritrovare coloro che si sono smarriti.

## Produzione
Il meglio di te nasce da un'idea di Fabrizio Maria Cortese, che ha scritto la sceneggiatura con Maria Azzurra De Lollis, Marcello Cantoni e Carlo La Greca. Il tema del film si è  sviluppato a seguito della morte del padre di Cortese:
Il film è stato girato in Basilicata, nei comuni di Potenza, Brindisi Montagna, Tricarico, Pignola, Satriano e Maratea.

## Colonna sonora
La colonna sonora del film è stata curata da Valerio Calisse, Daniele Bonaviri, Gabriele Cannarozzo e dalla cantante Giusy Ferreri. Quest'ultima ha scritto e prodotto il brano Il meglio di te, colonna sonora del film su richiesta dello stesso regista. Cortese ha raccontato la scelta di collaborare con la cantante in un'intervista rilasciata a The Hollywood Reporter Roma:

## Distribuzione
È stato presentato nelle sale italiane dal 9 novembre 2023.

## Accoglienza
Il film ha ricevuto generalmente un'accoglienza critica negativa. Su Mymovies il critico Pedro Armocida scrive che "È tutto un po' rigido in Il meglio di te di Fabrizio Maria Cortese. La sceneggiatura, scritta dal regista con Maria Azzurra De Lollis, Marcello Cantoni e Carlo La Greca, ingabbia, in comportamenti un po' ottusi ma coerentemente portati alle estreme conseguenze, tutti i personaggi che animano questo film", mentre Mario Turco su SentieriSelvaggi trova che il lungometraggio sia un "dramma sulla necessità del perdono per un fedifrago malato di cancro che giustifica però l’amore tossico".